# Lipniți csata
A lipniți csata vagy lipnici csata (románul Bătălia de la Lipniți) 1470. augusztus 20-án a  moldvaiak és az Arany Horda között lezajlott csata a ma Moldovában található Ocnița járásban. A csatában III. István vajda leverte a tatárokat.
A csata közvetlen előzménye, amikor 1470-ben IV. Kázmér lengyel király szövetségre lépett Litvániával és Moldvával a tatárok ellen. István hadjáratot is vezetett I. Meñli Girej krími kán földjére, ami azonban kiváltotta az Arany Horda haragját.

Ahmat kán kilátásba helyezte mind a lengyelek és a litvánok, mind a moldvaiak megbüntetését, s még ebben az évben elindult egy nagyobb horda a Volga mellékéről nyugatnak.
Ahmat Podólián és Halicson át söpörve nyomult be Moldvába, s seregei elkezdték fosztogatni az országot. A tatárok elsősorban nőket és gyerekeket ejtettek foglyul, s zsákmányukkal éppen visszafordultak volna, amikor ezt az alkalmas pillanatot választva csapott a hordára a mai Lipnic közelében István serege. Ez egy megszokott, hagyományos taktika volt akkoriban a fosztogató tatár és oszmán hadak ellen, amelyek elsődlegesen rablás végett érkeznek az adott országba, s igyekeznek minél több zsákmányt szerezni, kerülve az ellenséges csapatokkal az összecsapás. A visszavonulás azonban a nagy teher miatt lelasul és ez olykor végzetessé válhat a betörő sereg számára. Ahmat kán seregének valószínűleg nagy része ott veszett a csatában és a fiát is foglyul ejtették a moldvaiak, sőt egyik testvére is életét vesztette.
A csata után III. István békét kötött az Arany Hordával. További támadások elkerülése végett István igyekezett megerősíteni keleti határait, e célra három erődítményt is épített. 1502-ben az Arany Horda még egy nagyobb támadást intézett Moldva ellen, de az sem volt különösebb hatással Istvánra nézve. A krími kánság önállósulásával, majd török hűbéressé válásával és az Oszmán Birodalom fokozottabb térnyerésével, továbbá Moszkva megerősödésével semmilyen befolyással nem volt már a térség hatalmi alakulására nézve, sőt állandó területvesztés jellemezte, mely területeket az oroszok kebeleztek be és 1552-re IV. (Rettegett) Iván meg is hódítja Asztrahánt, Kazanyt és Kaszimovot is.